# Bahía de Pensacola
La bahía de Pensacola (del inglés: Pensacola Bay) es una pequeña bahía estadounidense que se encuentra en la costa del golfo de México, en la parte noroeste de la costa de Florida, una zona conocida como el panhandle de Florida.
Administrativamente, la costa de la bahía y sus aguas pertenecen a los condados de Escambia y de Santa Rosa, y es adyacente a la ciudad de Pensacola. La bahía tiene unos 21 km de largo y 2 4 km de ancho.
La bahía de Pensacola está formada y protegida por la península de Fairpoint y la isla de barrera de Santa Rosa, una isla de más de 60 km que protege la bahía de los embates directos del mar, en una región que sufre frecuentes tormentas y huracanes. El puente de la bahía de Pensacola (Pensacola Bay Bridge) cruza la bahía, conectando la ciudad de Pensacola con la pequeña localidad de Gulf Breeze, localizada en el extremo occidental de la península.
La Costa Nacional Islas del Golfo (Gulf Islands National Seashore) incluye la isla de Santa Rosa, y encierra parte de la bahía. Una sección del Canal Intracostero del Golfo (Gulf Intracoastal Waterway) corre a través de la bahía. La península de Pensacola conecta con la bahía de Escambia, al norte, y con la East Bay, al este. El Pensacola Pass conecta la bahía con el golfo de México.

## Historia

### Primer periodo español (1559-1719)
La exploración europea de la zona comenzó en el siglo XVI. En 1516 Diego Miruelo se convirtió en el primer europeo en navegar en la bahía de Pensacola. Las expediciones de Pánfilo de Narváez en 1528 y de Hernando de Soto en 1539 visitaron la bahía, que llamaron bahía de Ochuse, relacionada con la provincia india.
El primer asentamiento español en la región fue fundado por la gran expedición de Tristán de Luna y Arellano, que desembarcó en la bahía el 15 de agosto de 1559, a la que nombró como Bahía Santa María de Filipina. Constaba la misión de más de 1400 personas que llegaron en 11 barcos desde el puerto de Vera Cruz, México. Este fue el primer asentamiento europeo en el territorio de lo que hoy es Estados Unidos. Pero, semanas más tarde, la colonia fue diezmada por un huracán el 19 de septiembre de 1559, en el que murieron cientos de personas, se hundieron cinco barcos, una carabela fue arrojada a tierra firme y los suministros se arruinaron. Los 1000 supervivientes] se dividieron para reubicar/reabastecer el asentamiento, pero debido a la hambruna y a los ataques, la empresa fue abandonada en 1561. Cerca de 240 personas navegaron hasta Santa Elena (actual Parris Island, Carolina del Sur), pero otro golpe de tormenta los golpeó allí. Los sobrevivientes se dirigieron a Cuba y se dispersaron. Los restantes 50 que permanecían en Pensacola fueron llevados de vuelta a la Ciudad de México, y los consejeros del virrey concluyeron que el noroeste de Florida era demasiado peligroso para asentarse. La ignoraron durante 135 años.
En 1693, el virrey mexicano Gaspar de Sandoval Silva y Mendoza, conde de Galve (1688-1696), envió al almirante Andrés de Pez para explorar la costa del Golfo, desde el norte de la bahía de Pensacola hasta la desembocadura del río Misisipi. Carlos de Sigüenza y Góngora, el reconocido mexicano científico, matemático e historiador, acompañó a De Pez. La expedición Pez-Sigüenza constaba de dos buques y partió de Veracruz a finales de marzo de 1693 llegando a Pensacola a principios de abril. Los españoles rebautizaron la bahía como Bahía Santa María de Galve (por la Virgen María y el Conde de Galve). Después de su regreso a México, Sigüenza escribió un brillante informe que respaldaba con entusiasmo el establecimiento de un asentamiento en la bahía. La Corona española aprobó el asentamiento el 13 de junio de 1694. Un año más tarde, en 1695, Andrés de Arriola inspeccionó la desembocadura del río Misisipi y la bahía de Pensacola, pero no encontró que la bahía fuese el paraíso que Sigüenza había descrito. Preocupados por la guerra del rey Guillermo (1689-1697), los españoles retrasaron la fundación hasta noviembre de 1698, bajo la dirección del ya primer gobernador, de Arriola. Construyeron tres presidios en Pensacola durante las siguientes décadas:  Presidio Santa María de Galve (1698–1719), el Presidio Isla de Santa Rosa (1722–1752) y el Presidio San Miguel de Panzacola (1754–1763).
La actual ciudad de Pensacola fue fundada por los españoles en 1698 como un amortiguador contra el asentamiento francés en Luisiana. San Marcos de Apalache, otro importante asentamiento español, fue establecido en 1733 en el condado de Wakulla. Los colonizadores españoles establecieron una cultura criolla en la guarnición de frontera, donde los europeos eran en su mayoría hombres, dando lugar a numerosos descendientes mestizos. Los primeros años de la colonización eran extremadamente tenue; el suelo era pobre para el cultivo de los cultivos agrícolas que se sabe que el español, y el establecimiento fue reabastecido irregular. Se consideró una publicación militar impopular debido a enfermedades tropicales, el calor, y los pobres exploradores conditions.
Los franceses fundaron Mobile en 1699, situado a unos 95 km por tierra hacia el oeste también en el golfo de México. Este asentamiento representaba la competencia y una amenaza para los españoles, que se había opuesto a los franceses en la Guerra de los Nueve Años. Los españoles también se encontraron con que los comerciantes británicos entraron en el área de la Florida desde la provincia de Carolina, para comerciar con los pueblos muskogean. Durante la Guerra de la reina Ana (1702-1713), el conflicto se dirimió en América del Norte tanto como en Europa. Los indios creek, aliados de los ingleses, hicieron repetidas incursiones en el área de Pensacola, y en 1707  sitiaron dos veces la fortaleza. Los creek, a veces junto con la milicia colonial inglesa, atacaron y dañaron severamente a los pensacolas del norte de Florida; Los supervivientes se retiraron a Pensacola, Mobile y San Agustín. Los franceses y los españoles se convirtieron en aliados contra los ingleses, y trataron de mantenerlos fuera del sudeste inferior.

### Periodo francés (1719-1722)

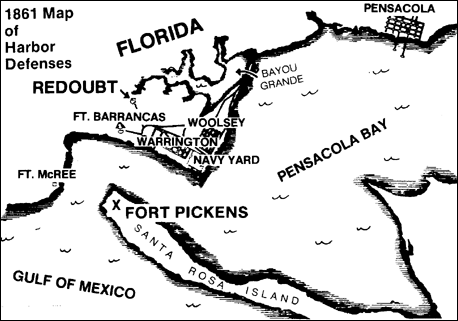
Fuertes en la bahía de Pensacola (1861)

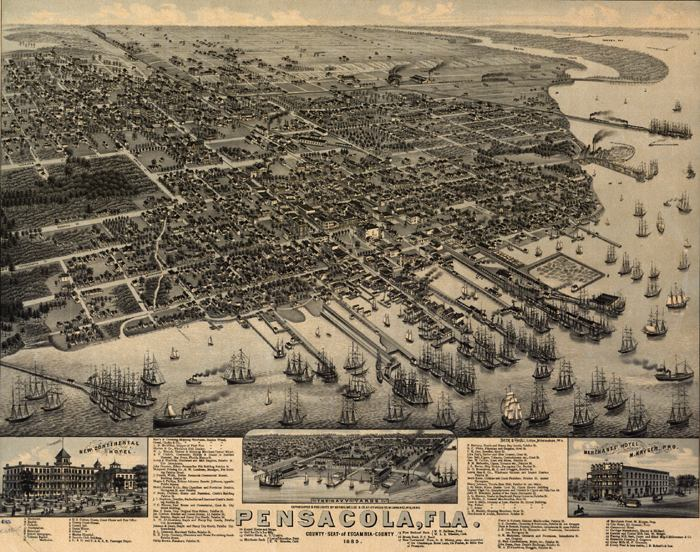
Pensacola y la bahía de Pensacola, 1885 litografía

El gobernador de la Luisiana francesa, Jean-Baptiste Le Moyne de Bienville, tomó Pensacola el 14 de mayo de 1719, llegando con su flota y una gran fuerza de tierra de guerreros indios aliados. El comandante español de Pensacola, Matamoros, no había oído que se había declarado la guerra entre Francia y España, y su guarnición era tan pequeña que él creía que sería inútil resistirse. A las cuatro de la tarde, se entregó con la condición de que los ciudadanos privados y los bienes no deben ser perturbados, y de que a la guarnición se le debía de permitir marchar con honores de guerra y ser transportada a La Habana en barcos franceses. Bienville dejó una guarnición de unos sesenta hombres en Pensacola y siguió su misión.
Los franceses, con pequeños asentamientos más al oeste en Mobile y Biloxi,  sostuvieron Pensacola durante este período. En general, las influencias francesas fueron generalmente dominante entre los criollos de la costa del Golfo al oeste de Pensacola, siendo la influencia española dominante entre los criollos en el moderno Panhandle. Un huracán expulsó a los franceses de Pensacola en 1722, que quemaron la ciudad antes de partir. Los españoles trasladaron la ciudad desde la isla de la barrera, vulnerable a las tormentas, hasta el continente.
La zona cambió muchas veces más de mano: segundo periodo español (1722-1763), Florida Occidental británica (1763-1781) y tercer periodo español (1781-1819)
Después de la guerra anglo-estadounidense de 1812, el gobierno federal decidió fortificar Pensacola y la bahía de Pensacola. Construyó el Navy Yard al oeste de la ciudad de Warrington, a partir de 1828 (este fue reconstruido en el siglo XX como Pensacola Naval Air Station). Se terminó la construcción de Fort Pickens en 1834 en el extremo occidental de la isla de Santa Rosa; Fort McRee fue completado en 1839, y el rediseño y ampliación de Fort Barrancas fue completado en 1844, a añadir a las defensas.

### Derrame de petróleo en el Golfo de 2010

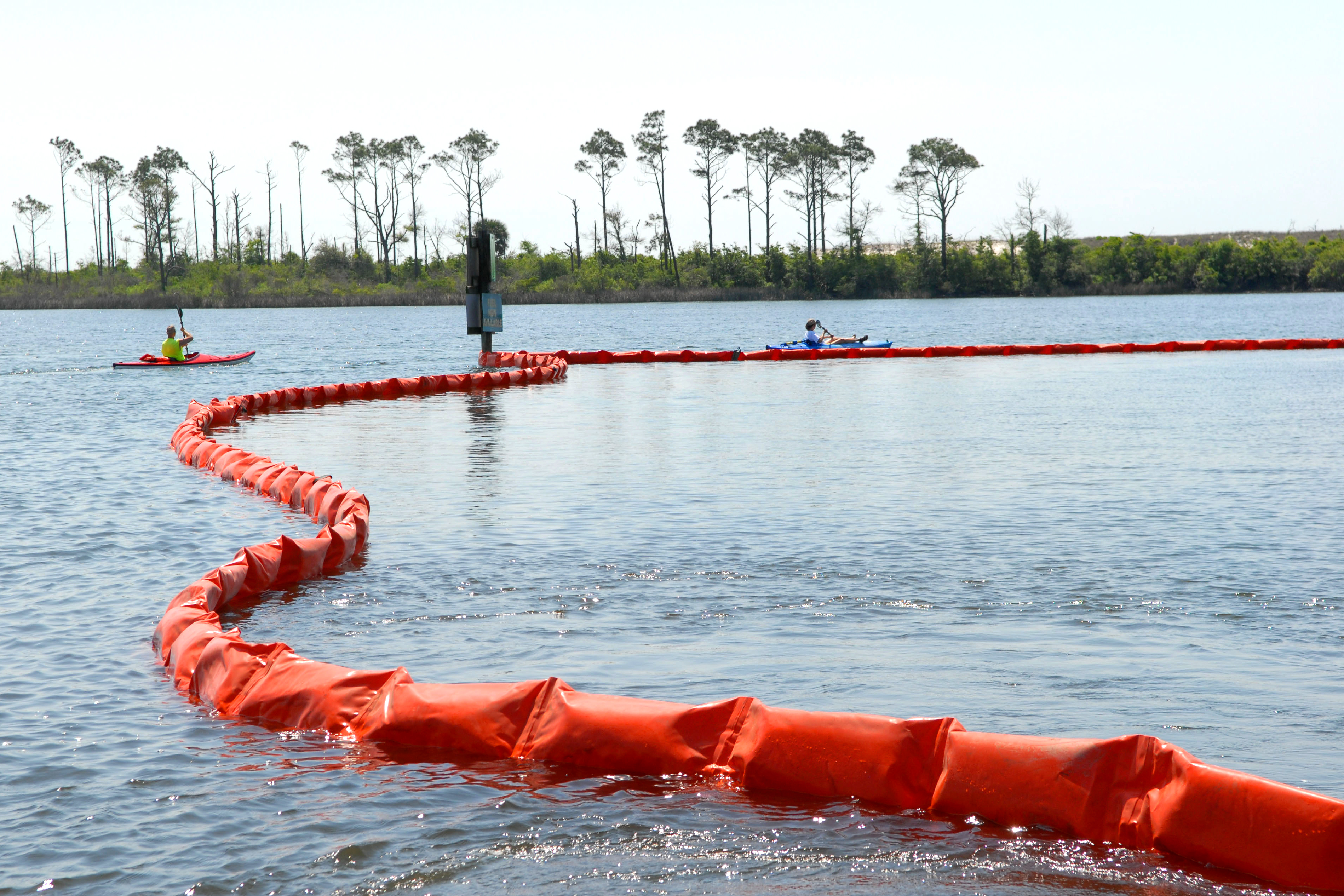
Defensas en la bahía (2010)

Tras el derrame de petróleo de Deepwater Horizon (conocido como el "derrame del Golfo"), el gobierno y British Petroleum planearon cerrar la entrada al Pensacola Pass con un sistema de barreras flotantes en junio de 2010, para controlar el flujo de la marea de petróleo que entraba desde el golfo de México. La marea alta diaria estaba haciendo que el agua contaminada con petróleo entrase en la bahía de Pensacola. Tal sistema de barrera estaba diseñado para permitir que los barcos que viajasen a través del Pensacola Pass durante la marea baja la superasen, pero que se cerraba durante la marea alta.
El plan nunca funcionó. El Paso solo se cerró un día debido a que las fuertes corrientes rompieron la barrera. Ningún otro plan se llevó a cabo en su lugar en las zonas de menos corriente ni hubo un plan para atrapar el petróleo entrante y los vertidos entraron en el Paso.